# Spratlyøerne
Spratlyøerne eller Nansha-øerne ("Sydlige sandøgruppe", kinesisk: 南沙群岛/南沙群島, Nánshā qúndǎo, malajisk: Kepulauan Spratly, tagalog: Kapuluan ng Kalayaan, vietnamesisk: Quần đảo Trường Sa) er en stor gruppe på ca. 600 små øer, koralrev og undervandsskær i Det Sydkinesiske hav. Kun omkring 30 af disse øer er "tørre" ved højvande.

## Geografi
Øerne er en gruppe på cirka 100 ubeboede koralatoller, de fleste dækkede af lav vegetation, som ligger mellem det østlige Vietnam og det vestlige Filippinerne. De har en areal på cirka 5 km². Den højeste punkt ligger på Southwest Cay og er blot 4 moh. Øerne ligger imidlertid i et strategisk havområde på 410.000 km².
Havet omkring øerne er rigt på fisk og formodes at have store olie- og gasreserver.

## Historie
Øerne omtales allerede i 1211 på kinesiske kort, og Kina har gjort krav på øerne i lang tid. I 1791 blev øerne besøgt af den britiske søfarer, kaptajn Henry Spratly, som gav dem det europæiske navn "Spratly Islands".
Den 8. februar 1995 "annekterede" Kina officielt øerne, men dette er ikke anerkendt.
Øgruppen indgår sammen med Dongshaøerne (Pratas), Xishaøerne (Paraceløerne) og Zhongshaøerne i de kinesiske såkaldte South China Sea Islands og "forvaltes" fra provinsen Guangdong.

## Territorialkrav i konflikt
Folkerepublikken Kina, Taiwan, Filippinerne, Vietnam, Malaysia og Brunei har fremsat krav om jurisdiktion (overherredømme) over hele eller dele af Spratlyøerne. Kina, Taiwan og Vietnam kræver hele øgruppen, mens de øvrige kun kræver dele. Kina kalder øerne for Nansha, Vietnam Truong Sa og Filippinerne Kalayaan. Alle staterne, undtaget Brunei som kun har territoriale krav, kontrollerer en eller flere af øerne militært ved udplacerede garnisoner. Området er omdiskuteret, men der er ingen stat, som har anerkendt jurisdiktion over området.
Folkerepublikken Kina betragter området som en kommune i bypræfekturet Sansha.
Områdets betydning afgøres i første række af den interesse, de omkringliggende stater – og stormagterne – viser for øgruppen, og konflikter i forbindelse med dette. Området har allerede en økonomisk betydning gennem rigt fiskeri (Sydkinesiske hav fremstår som en af verdens vigtigste fiskeregioner). Der har været minedrift og mineraludvinding på øerne, og det er også muligt, at det kan være store forekomster af olie og gas i området. Beliggenheden i forhold til skibsfart og mulighed for søkontrol er strategisk vigtig. I den sammenhæng har det amerikanske Forsvarsdepartement listet Sydkinesiske hav, inkluderet Spratlyøerne som en af 8 «US Lifelines and Transit Regions», hvor al skibsfart skal kunne sejle uhindret.
Det har været flere væbnede sammenstød i området; det alvorligste var måske i 1988 mellem Kina og Vietnam med mere end 70 dræbte og savnede. Også senere har det været alvorlige hændelser, og i januar 1995 var det for første gang et sammenstød mellem Kina og et ASEAN-land ved at kinesiske soldater fjernede filippinske fiskere fra Mischief Reef, som ligger indenfor det område Filippinernes kræver som eksklusiv økonomiske zone.
Det har også været skudepisoder mellem Taiwan og Vietnam, mens den mest almindelige hændelse er fiskere, som bliver opbragte og arresterede af en af de andre nationer, som har fremsat krav på øgruppen. I 1998 blev det observeret, at Kina havde udplaceret "Silkeorm"-sømålsmissiler på en af øerne.
Det har været mange militære konfrontationer mellem landene, som gør krav på hele eller dele af øgruppen. En liste over konfrontationer (ufuldstændig):
- 1988 – Johnson South Reef-trefningen. Kina invaderer og okkuperer øen Johnson South Reef, men hård vietnamesisk modstand hindrer dem i at tage Collins Reef og Lansdowne Reef samtidig. Træfningen er det hidtil mest alvorlige sammenstød i øgruppen.
- 1992 – Vietnam anklager Kina for at drive oliesøgning i omstridte områder. Kina kaprer over 20 vietnamesiske handelsskibe mellem juni og september.
- 1994 – Den sino-vietnamesiske træfning 1994. Et kinesisk efterretningsskib udveksler skud med vietnamesiske krigsskib. Skudvekslingen resulterer i, at det kinesiske skib trækker sig ud fra vietnamesiske farvand.
- 1995 – Taiwanske krigsskibe skyder på et vietnamesisk forsyningsskib.
- 1995 – Kina okkuperer Mischief Reef, som bliver gjort krav på af Filippinerne. Den filippinske marine tager øen tilbage i marts.
- 1996 – Kina og Filippinerne udkæmper et 90-minutters søslag.
- 1997 – Den filippinske marine tvinger kinesiske fiskebåde bort fra Scarborough Shoal. Filippinske fiskere okkuperer en kinesisk-kontrolleret ø, hvilket resulterer i, at Kina sender krigsskibe til området for at overvåge situationen.
- 1998 – Filippinske soldater arresterer kinesiske fiskere ved Scarborough Shoal.
- 1998 – Vietnamesiske krigsskibe skyder på en filippinsk fiskebåd ved Tennent Reef.
- 2002 – Vietnamesiske styrker affyrer varselskud mod filippinske fly, som flyver over øer kontrolleret af Vietnam.
- 2007 - Kinesiske krigsskibe skyder på vietnamesiske fiskebåde.[3]
- 2014 - Kinesisk opmudringsprojekter, som tørlægger større områder.[4]
- 2015 - Vietnam markerer sin tilhørighed til området ved at arrangere cruiserejser dertil i sommeren 2015.[5] USA sender krigsskibe ind i området for at markere, at dette efter deres opfattelse er internationalt område.[4] Kina begyndte at opføre baser i den sydligste del af Det Sydkinesiske Hav. Det er sket på koraløer, hvoraf nogle har ligget under vand. De er blevet fyldt op med beton, og ovenpå er der etableret landingsbaner og havneanlæg.[6]

Den 12. juli 2016 fastslår Den Internationale Domstol i Haag, at Kina ingen historisk ret har til det omstridte område. Kina erklærer, at man ikke vil respektere afgørelsen.